# Fiumei rendőrség
A fiumei rendőrség, mint állami rendőrség bír különös érdeklődéssel, mivel az a magyar korona alá tartozó egyetlen tengeri kikötő jelentőségét mutatja. Létrehozása időszakában szorító erővel jelentkeztek a háború rendkívüli viszonyai, a kikötő különleges helyzete, az idegenforgalom és a kivándorlás. Működése szorosan kötődött Magyar Királyi Határrendőrség fiumei határszéli rendőrkapitányságához.

## Fiumei rendőrség

### A település történetéből
Fiume hovatartozása éppen olyan változatosságot mutat, mint elnevezése. Magyar kötődése 1102-ig vezethető vissza, amikor Könyves Kálmán uralkodása idején, a magyar-horvát perszonálunió létrejöttével, a magyar korona alá került.
A területet, mint őrgrófi hűbérbirtokot, a XIV. század végéig várkapitányok kormányozták.
A következő században jelentős kikötővárossá fejlődött település élén kapitány állt, akit két bíró és az ítélőbíró segített. A közigazgatást 16 tagú tanács irányította, a hivatalos nyelv az olasz volt.
1465-től a Habsburgoktól függő birodalmi várossá vált, és a császár által kinevezett kapitány kormányozta.
1508-ban Velence fennhatósága alá került, élére köztársasági proveditort állítottak.
1530-ban a császár által megerősített, törvényalkotási joggal felruházott városállammá vált. Az első számú tisztségviselő továbbra is a kapitány volt, a közigazgatást az 50 tagú nagytanács illetőleg a belőle szervezett, 25 főből álló kistanács irányította.
1719-ben császári pátens szabad kikötővé nyilvánította.
1779-ben a képviselő testület kérésére, mint corpus separatumot, Magyarországhoz csatolta, élére a Magyar Tengermellék kormányzója került. A 19. század elején rövid francia, majd osztrák fennhatóságot követően visszakerült a magyar koronához. 1848-ban megszervezték a nemzetőrséget. Hat században 717 nemzetőr szolgált.
A szabadságharc leverését követően a magyar-horvát kiegyezés (1868: XXX. tc.) sem tudta maradandó módon rendezni a város státuszát. Különleges jogállását erősítette olasz polgárságának ragaszkodása az 1848 előtti kiváltságaihoz, a nyelvi és közigazgatási autonómiához, a magyar kormány közvetlen fennhatósága alatt. 1870-től Fiume vármegye Horvátországhoz, a város a király által kinevezett kormányzó irányításával, a magyar kormány közvetlen igazgatása alá került.
1920-tól szabad város, 1924-től Olaszországhoz tartozott, a 2. második világháborút követően, Rijeka néven Jugoszláviához csatolták. A délszláv háborút követően, 1992-ben öt környékbeli faluval közösen létrehozták a Fiumei községet.
A város lakossága 1880-ban 20.981 lélekből állt, 1910-ben 49.726 fő volt. Közülük 24.212 olasz, 12.926 horvát, 6.493 magyar, 2135 német volt.

### Az önkormányzati rendőrség
A város lélekszáma 1903-ban 38 955 fő, területe 3573 k. hold, lakóházainak száma 2152. A hivatalos nyelv az olasz. Rendőrsége, a városi tanács közbiztonsági osztálya (Sezione di Publica Sicurezza). A testület 130 fős létszámát adta:
- 1 rendőrfőnök (rendőrigazgató),
- 1 rendőrfőbiztos,
- 2 rendőrfogalmazó,
- 2 rendőrtiszt,
- 1 irodatiszt,
- 1 főfelügyelő,
- 3 felügyelő,
- 6 segédfelügyelő,
- 8 detektív,
- 105 gyalogrendőr.[3]

Hat évvel később a rendőrfőnök alárendeltségében 2 főbiztos, 1 biztos, 3 rendőrtiszt, 2 vásárbiztos, 1 rendőrparancsnok, 2 alparancsnok, 1 rendőrorvos, 1 irodaigazgató, 2 irodatiszt, 2 gyakornok, 7 napidíjas dolgozott, mint belső személyzet. Külső szolgálatot teljesített 3 felügyelő, 10 segédfelügyelő, 1 detektívfőnök, 12 detektív, 50 első osztályú, 52 másodosztályú, 50 harmadosztályú rendőr, 8 vásárbiztosi szolga, 1 egészségügyi altiszt, 4 egészségügyi szolga. A közrendőrök besorolásuknak megfelelően, évi 1470-1370-1170 korona fizetést kaptak. A rendőrök többsége horvát, számukat tekintve őket követik a tiroli olaszok, a krajnai szlovének és 8 magyar.
A testület élére 1909-ben Derenciu Xavér Ferenc került, aki korábban Kecskeméten jegyzőként dolgozott, Fiumébe érkezése előtt pedig Boszniában volt kerületi kapitány-helyettes. 
A létszámnövekedésben – ami 1910-ben folytatódott – szerepet játszottak azok az események, botrányok, amelyek az egész európai sajtót foglalkoztatták. Ezek alapjául szolgáltak az 1905-1906-ban elfajult megmozdulások során, az élet- és vagyonbiztonságot ért támadások. Gróf Wickenburg István fiumei kormányzósági tanácsos, 1910 őszétől kormányzó, nagyon kívánatosnak mondotta, hogy Fiumében mielőbb állítassék fel az államrendőrség.

### Az állami rendőrség
Rendőrségének államosítása két vonatkozásban volt érintett. Részben a határrendőrség 1903-ban elrendelt, de tíz évvel későbbi felállításával, részben az 1916-ban történt államosítással. Utóbbi végrehajtása előtt a települést, már az 1915-ben kötött titkos londoni szerződésben, az antant hatalmak Olaszországnak ígérték. 
Az államosítás egyedi módon történt meg. A törvényjavaslatot Sándor János belügyminiszter 1916. augusztus 11-én nyújtotta be, 1316. szám alatt. A mindössze 7 szakaszból álló tervezettel kapcsolatos jelentéseket, az érintett bizottságok rövid idő múlva – augusztus 25-ig – elkészítették. A képviselőház közigazgatási bizottsága a törvényjavaslatot, általában elfogadhatónak találta. A pénzügyi bizottság, a közigazgatási bizottság javaslatával kiegészített, módosított javaslatot általánosságban és részleteiben elfogadásra ajánlotta. 
A javaslathoz készített miniszteri indokolás szerint, a rendőrségi szervezet módosításának szükségessége, erőteljesen jelentkezett:
- a háború szülte rendkívüli viszonyok;
- Fiume kivételes helyzete;
- a kikötő okozta idegenforgalom;
- a kivándorlás és visszavándorlás;
- a város földrajzi fekvéséből adódó, teljesen elkülönített és határszéli helyzete miatt.

A körülmények alapján, olyan rendőri szerv létesítése látszott szükségesnek, amely közvetlenül az állami hatalom rendelkezése alatt áll. Ennek megfelelt a már 3 éve működő, Magyar Királyi Határrendőrség fiumei határszéli rendőrkapitánysága.
A törvény 1. §-a rendelkezett arról, hogy Fiume városában és kerületében a határrendőrség, mint m.kir. állami rendőrség látja el a határrendőrség hatáskörén kívül eső, egyéb rendőri feladatokat is. Kimondta, hogy a kiépített állami rendőrség személyzete, a határrendőrség többi személyzetével, egységes országos létszámot alkot.
A 2. § rögzítette, hogy a közbiztonsági rendészet egész körét a fiumei m.kir. állami rendőrség látja el, ellenben az igazgatási rendészetet, különösen az építkezési, a közegészségügyi, az állat-egészségügyi, az ipari, a vadászati és a halászati rendészet körében felmerülő hatósági teendőket, továbbra is a városi hatóság gyakorolja, kivéve, ha jogszabály másként rendelkezik. A rendőrhatósági feladatok megoszlanak ugyan az államrendőrség és a városi hatóság között, de rendőrségi végrehajtó szolgálatot kizárólag államrendőrségi közegek láthatnak el. Ez azt jelentette, hogy a város az általa ellátott igazgatási rendészet körében, alkalmazhatott végrehajtó szerveket (vámőr, helypénzszedő, temetőőr, közkerti őr, szegényházi őr, stb.), de azok nem lehettek felruházva rendőri (karhatalmi) jogkörrel. Szükség esetén, az állami rendőrközegek karhatalmi segítségét kellett igénybe venniük.
Az 5. § különlegesen magas szintű elvárásokat fogalmazott meg az államrendőrség tagjaival szemben. Csak kipróbált, teljesen megbízható és a rendőri szolgálatra kiválóan alkalmas személyek kaphattak megbízást. Fontos volt a megfelelő nyelvtudás is. Az önkormányzati rendőrségből kinevezést nem nyerteket a város foglalkoztatta tovább, vagy megfelelő végelbánásban részesítette.
Az államrendőrség éves fenntartási költségét – az első szervezés alkalmával, a legnagyobb takarékosság mellett is – 560 000 koronára becsülték, melynek fele jelentette a városi hozzájárulást. A miniszteri indokolás szerint a 280 000 korona átalányösszeg méltányos teher, hiszen a legutóbbi költségvetésben a rendőrség szükséglete 490 000 korona előirányzatot jelentett, az önkormányzati hatáskörben visszamaradó igazgatási rendészeti feladatok ellátása pedig, körülbelül évi 110 000 koronájába került a városnak. A törvény, illetőleg a javaslat nem kívánt elébe vágni az egységes államosításnak, ezért több kérdéskör – szervezet, ügyvitel, külső kapcsoltok – rendezésére a belügyminisztert hívta fel. A városban működött még – a kereskedelemügyi tárca által biztosított, évi 80 000 korona költséggel –, vasúti és tengerparti rendőrség.
A fiumei m.kir. államrendőrségről szóló 1916. évi XXXVII. törvénycikk, az október 28-ai szentesítést követően, november 2-án került kihirdetésre.
A törvénycikk végrehajtására és a hatáskörök körülírására a belügyminiszter 37000/1917. szám alatt, március 23-án körrendeletet adott ki. E szerint, a „Fiumei m.kir. állami rendőrség” Fiume városának és kerületének területén, 1917. május 1-jén kezdte meg működését. Hatáskörébe tartozott: 
- A közbiztonsági rendészet;
- államrendészet (egyesülés, gyülekezés, sajtórendészet),
- egyéni vagy közrendészet (idézés, külföldiek rendészete, magyar állampolgárok kitiltása és eltávolítása, bekísérés, letartóztatás stb.).
- Az igazgatási rendészet (színi előadások, hangversenyek, mutatványok, erkölcsi bizonyítvány, erkölcsrendészet, szórakozó – szállás – munkaközvetítő – gyógyszergyártó – robbanószer előállító – elárusító helyek folyamatos ellenőrzése, állategészségügyi, fémedényekben főzés, házalási és cseléd ügyek, fegyverek-lőszerek, nyilvános lövölde, állatkínzás megakadályozása, robbanó és gyúlékony anyagok, építészet, talált tárgyak, közlekedés, hidak-átjárók biztonsága, testi épség és életbiztonság védelme);
- a közbiztonság szempontjából hiányzó rendelkezések pótlására intézkedés.
- A rendőri büntető bírói hatáskör;
- a hatáskörbe utalt ügyekben első fokon a fiumei m.kir. államrendőrség főkapitánya, másodfokon a kormányzói tanács járt el.
- A rendőri szolgálat ellátása;
- a megfigyelő, a megelőző, a felfedező és a rendőri büntető bíráskodás működését saját hatáskörben teljesítette, akkor is, ha valamely hatóság megkeresésére járt el,
- a bűnügyi nyomozásban a királyi ügyészség utasításaihoz kellett alkalmazkodnia,
- a városi hatóságnak nem volt alárendelve, de megkeresésre, minden törvényes intézkedésben a támogatást megadta.

A fiumei magyar királyi államrendőrség vezetésével, a belügyminiszter Késmárky Dezső m.kir. határrendőrségi tanácsost bízta meg, vezető helyettesnek a budapesti államrendőrségtől áthelyezett Berzeviczy Jenő fogalmazót nevezte ki. Udovich Rezső volt fiumei városi rendőrparancsnok, határrendőrségi oktató felügyelői kinevezést nyert.
A szervezés során, a belügyminiszter pályázatot hirdetett: 
- 1 rendőrorvosi állásra, a VIII. fizetési osztály 3. fokozatába, évi 3600 korona fizetéssel, törvényszerű lakáspénz-illetménnyel, helyi és esetleg családi pótlékkal.
- Követelmény volt: magyar állampolgárság, 40 éven alul életkor, egészséges testalkat, feddhetetlen előélet, egyetemes orvostudományi tudori oklevél, tiszti orvosi minősítés, a magyar nyelv tökéletes bírása szóban és írásban. Előnynek számított, egyetemi tanársegédként egy évi, vagy gyakornokként 2 évi működés, rendőr-orvosi múlt, katonaorvosi rang, olasz és horvát nyelvtudás.
- Altiszti állásokra évi 1000 korona fizetéssel, lakáspénz-illetménnyel, évi 175 korona 62 fillér egyenruházati átalánnyal, helyi esetleg háborús és családi pótlékkal.
- Követelmény volt: a magyar állampolgárság, a feddhetetlen előélet, legalább 6 évi katonai vagy csendőri szolgálat, a magyar nyelv bírása szóban és írásban, egészséges testalkat, 40 éven túl nem haladott életkor, rendezett anyagi viszonyok.
- Előnynek számított, a magasabb képesítés, a nagyobb  általános  műveltség,

az olasz és horvát nyelv ismerete, szóban és írásban. 
A pályázók írásbeli értesítést kaptak, az alkalmassági vizsgálat helyéről és idejéről, ahol orvosi vizsgálaton estek át, kisebb jelentéseket készítettek, a nyelvismeret igazolására próbaírást végeztek.
A felvétel – üresedés esetén – 6 havi próbaszolgálatra történt, amelynek során 3 havi elméleti képzésen és 3 havi gyakorlati munkavégzésen kellett részt venni, illetőleg megfelelni. Véglegesítés esetén, 3 évi szolgálatra kellett kötelezettséget vállalni. A felvétel helyhez kötöttség nélkül történt. 
- Hivatalszolgai állásokra évi 600 korona fizetéssel, lakáspénz-illetménnyel, 120 korona évi egyenruházati átalánnyal. A feltételek és az előnyök hasonlóak voltak a többi pályázatban közöltekkel.[8]